# 장성 (피아니스트)
장성(영어: Sung Chang, 1986년 4월 16일 ~ )은 대한민국의 피아노 연주자이다.
장성은 2015년 뵈젠도르퍼 피아노 콩쿠르에서 심사의원의 만장일치 점수를 받아 우승함으로써 세계적인 주목을 받게 되었다.
그는 만 3세 때 피아노를 배우기 시작하였고 예원학교 수석 입학 후 한국예술종합학교 음악원 기악과에 예술영재로 16세 나이에  입학했다.
2017년, 독일 하노버국립음대(HMTMH) 피아노과에서 연주자 과정과 최고연주자 학위를 받았다.

## 수상 경력
- 2002년 제34회 난파 음악 콩쿠르 대상
- 2003년 제2회 나고야 국제 피아노 콩쿠르 우승
- 2003년 제2회 나고야 국제 피아노 콩쿠르 일본 엑스포 특별상
- 2003년 제2회 나고야 국제 피아노 콩쿠르 실내악 부문 특별상
- 2005년 제30회 중앙 음악 콩쿠르 1등
- 2006년 제17회 KBS 신인 음악 콩쿠르 1등
- 2009년 제25회 발세시아 국제 피아노 콩쿠르 우승
- 2011년  제13회 하노버 쇼팽 국제 피아노 콩쿠르 우승
- 2011년 제13회 하노버 쇼팽 국제 피아노 콩쿠르 청중상
- 2015년 제7회 뵈젠도르퍼 국제 피아노 콩쿠르 우승
- 2015년 제7회 뵈젠도르퍼 국제 피아노 콩쿠르 비루투오소 특별상
- 2016년 제12회 산안토니오 국제 피아노 콩쿠르 준우승
- 2016년 제12회 산안토니오 국제 피아노 콩쿠르 클래식 음악 부문 특별상
- 2016년 제12회 산안토니오 국제 피아노 콩쿠르 스페인, 라틴, 인상주의 음악 부문 특별상
- 2018년 제27회 뉴올리언스 국제 피아노 콩쿠르 준우승